# قطعنامه ۱۵۸۰ شورای امنیت
قطعنامه ۱۵۸۰ شورای امنیت سازمان ملل متحد که در تاریخ ۲۱ دسامبر ۲۰۰۴ تصویب شد، سندی بین‌المللی دربارهٔ بررسی وضعیت در لیبریا است. این قطعنامه طی نشست ۵۱۰۵ام با ۱۵ رای موافق، ۰ مخالف و ۰ ممتنع تصویب شد.